# Руси Гърбачев
Руси Иванов Гърбачев е български офицер, генерал-майор.

## Биография
Роден е на 13 октомври 1930 г. в старозагорското село Кирилово. Завършва Висшето военновъздушно училище в Долна Митрополия. Бил е командир на авиополк в Габровница, началник-щаб на Висшето военновъздушно училище (септември 1972 – септември 1975)и командир на втора дивизия ПВО. От 6 ноември 1980 г. е заслужил летец на Народна република България. Служил е в разузнавателното управление на Генералния щаб на българската армия.